# 蛟龙瀑布
蛟龙瀑布位於台灣嘉義縣阿里山鄉豐山村東南方的塔山尾稜岩壁上，瀑布主要分為上、中、下三段，上段落差約50公尺、中段落差約140公尺、下段落差約424公尺，總落差約650公尺，為台灣落差最大的瀑布。 

## 簡介
蛟龍瀑布在嘉義縣阿里山鄉豐山村的東南方，為一座因斷層形成的瀑布，位於清水溪支流石鼓盤溪支流蛟龍溪上，海拔約在1750～1100公尺處之間，總落差約650公尺。 
瀑布主要分為三段，上段瀑布自海拔約1750公尺的瀑頂曲折落下約50公尺至海拔約1700公尺處的一狹小平台之上；接著中段瀑布自海拔約1700公尺的崖邊直瀉而下約140公尺至海拔約1560公尺處一甚為寬廣的亂石平台(長約90公尺、寬約70公尺、高差約35公尺)；瀑水迂迴跌宕穿越約亂石平台後，由海拔約1524公尺的平台邊緣跌宕424公尺到海拔1102公尺的瀑底溪谷之中。
日治時期留存的手繪地圖中，將蛟龍瀑布標示為「大瀧」，日語中大瀧為特大瀑布之意，也曾出過郵票，但當初並非取名為「蛟龍瀑布」，而是稱之為「台灣之瀧」。因屬季節性瀑布，未能被世界瀑布數據庫所認可。在五至九月雨季，水量大時，分成兩層俯衝而下，水量少時則分四層流下山谷，佇立在豐山的空地上，便能清晰望見，每至夏日豐水期，瀑布氣勢磅礡，但在冬天枯水期，卻只能看見一大面光禿禿的岩壁。 
距離蛟龍瀑布瀑頂上游約700公尺處，海拔約1950至1900公尺，尚有一落差約50公尺的直瀉型瀑布，因兩者距離較遠，應視為獨立瀑布。

## 周邊景點
蛟龍瀑布巍峨高聳，為傳統「豐山十景」之一。天氣晴朗時可由草嶺地區就可遠眺瀑布上段景觀。豐山聯外道路上亦設有觀景台，附近也有民宿可提供食宿。豐山風景區尚有石盤谷瀑布、龍鳳神木、花崗水上青、蛇樹下蛋、仙樹抱石、千人洞、仙夢園、石夢谷等景點及新興的天雲谷、賀伯峽谷、藏龍峽谷及水漾森林等新景點，遊客可依難易度評估適合自己的的旅遊景點走訪。 

## 交通資訊
- 自行開車： 
  - 1.由 國道三號福爾摩沙高速公路南下，於竹山交流道後右轉省道 台3線集山路一段接大明路，至自強路口右轉延 縣道149號至內寮，依路標指示循 縣道149乙線往草嶺方向至外湖接 縣道149甲線往草嶺方向續行，過雲嘉隧道後，左轉社後坪至豐山聯絡道至豐山。
  - 2.由 國道三號福爾摩沙高速公路北上，下中埔交流道後右轉省道 台3線阿里山公路在石棹處左轉 縣道169號過奮起湖往太和方向前行，至 縣道149甲線路口，依路標指示往草嶺方向至社後坪右轉社後坪至豐山聯絡道至豐山。

## 解
1. ↑  關於蛟龍瀑布的落差達846公尺，乃先前探勘瀑頂及瀑底海拔高度儀器誤差所產生的謬誤。且根據溪降探勘用繩估計約為721公尺，再考量瀑布斜度，實際落差會小於用繩長度 。
2. ↑  根據《臺灣通用電子地圖【NLSC】》、《臺灣通用正射影像【NLSC】》對照。
3. ↑  關於蛟龍瀑布的落差眾說紛紜，根據山友尋訪及溪降探勘，瀑頂海拔目前有1940公尺、1797公尺及1766公尺三組數據，由於瀑頂溪谷狹窄，受地形和植被上的遮蔽，致使儀器產生較大誤差。根據《臺灣通用電子地圖【NLSC】》、《臺灣通用正射影像【NLSC】》對照，瀑頂海拔應介於1750至1740公尺之間。瀑底海拔則介於1100至1110公尺之間
4. ↑  經探勘，中、下層間亂石平台下緣海拔約1526公尺，瀑底海拔約1102公尺，故下層瀑布介於海拔1526公尺至1102公尺，落差為424公尺。
5. ↑  台灣中南部氣候乾季、雨季分明，且河川坡流急，屬「荒溪型河川」，流量差異大。
6. ↑  水量大時，上、中段瀑布瀑水相連，自崖壁俯衝而下。
7. ↑  下段瀑布約在海拔1230公尺處，於右半側有一角長約20公尺、寬約10公尺的寬廣平台，水量少時瀑水貼壁而下，部分瀑水會先落入平台之上，然後輾轉而下。

## 外部連結
- 在YouTube上的蛟龍瀑布影音
- 在YouTube上的蛟龍瀑布空拍影像 （页面存档备份，存于）
- 山友拍攝蛟龍瀑頂的影像 （页面存档备份，存于）
- 山友拍攝蛟龍瀑頂 Youtube的影片
- 在登山補給站上的蛟龍瀑布影像 （页面存档备份，存于）